# Први сазив Вијећа народа Републике Српске
Први сазив Вијећа народа РС је изабран 29. априла 2003. године, a распуштен 4. децембра 2006. године.

## Руководство
За председавајућег Вијећа народа изабран је Ремзија Кадрић, док су за потпредседавајућег из реда српског народа изабран је Момир Малић, из реда хрватског народа изабран је Пејо Крњић, а из реда Осталих народа изабран је др Мирослав Микеш. Док је за секретара Вијећа народа изабран је Мирко Стевановић.
Председници клубова делегата су: Десанка Рађевић (из реда српског народа), Пејо Крњић (из реда хрватског народа), Рамиз Салкић (из реда бошњачког народа) и Сребренка Голић (из реда осталих народа).

## Делегати
Састав већа, по клубовима делегата је следећи:
- Клуб делегата из реда српског народа:
  - Момир Малић
  - Десанка Рађевић
  - Ђука Ристић
  - Симо Којић
  - Драгутин Родић
  - Милојко Грујичић
  - Драги Станимировић
  - Живојин Зарић
- Клуб делегата из реда хрватског народа:
  - Пејо Крњић
  - Перо Мршо
  - Борислав Бјелкановић
  - Лука Бабић
  - Јосип Анић
  - Кармела Недић
  - Божана Лепир
  - Мирјана Вехабовић
- Клуб делегата из реда бошњачког народа
  - Ремзија Кадрић
  - Рамиз Салкић
  - Сеад Чиркин
  - Михнет Окић
  - Ибрахим Кујан
  - Сеад Јакуповић
  - Фадил Бањановић
  - Смаил Бећирбашић
- Клуб делегата из реда осталих:
  - Мирослав Микеш
  - Сребренка Голић
  - Франц Сошња
  - Саша Чудић